# یومرا
یومرا (به ترکی استانبولی: Yomra) شهری است در کشور ترکیه که در استان ترابزون واقع شده‌است. جمعیت این شهر بر اساس سرشماری سال ۲۰۰۸ میلادی ۱۰٬۴۰۴ نفر و بر اساس برآوردهای سال ۲۰۰۹ میلادی ۱۰٬۹۷۰ نفر می‌باشد.